# Haim Revivo
Haim Michael Revivo (חיים מיכאל רביבו; Ashdod, 22 febbraio 1972) è un ex calciatore israeliano, di ruolo centrocampista.

## Palmarès

### Club

#### Competizioni nazionali
- Campionato turco: 1

Galatasaray: 2001-2002
- Coppa d'Israele: 1

Maccabi Haifa: 1994-1995
- Coppa di Lega israeliana: 1

Bnei Yehuda: 1991-1992

#### Competizioni internazionali
- Supercoppa UEFA: 1

Galatasaray: 2000

### Individuale
- Capocannoniere del campionato israeliano: 2

1994-1995 (17 reti), 1995-1996 (26 reti)